# Världsmästerskapen i simsport 2011
Världsmästerskapen i simsport 2011 var de fjortonde världsmästerskapen i simsport och anordnades i Shanghai, Kina mellan den 16 och 31 juli 2011.
Under mästerskapen tävlades det i följande fem sporter: tävlingssimning på långbana, öppet vatten-simning, simhopp, vattenpolo och konstsim. Arena för mästerskapen var Shanghai Oriental Sports Center i Shanghai. Öppet vatten-simningen anordnades vid Shanghai-stadsdelen Jinshans strand.
Shanghai utsågs av Internationella Simförbundet till värdstad den 24 mars 2007 och vann över den andra finalisten, Doha i Qatar.

## Schema
| ● | Öppningsceremoni |  | Försöksheat |  | Finaler* | ● | Avslutningsceremoni |

| Juli 2011            | 15 fre | 16 lör | 17 sön | 18 mån | 19 tis | 20 ons | 21 tor | 22 fre | 23 lör | 24 sön | 25 mån | 26 tis | 27 ons | 28 tor | 29 fre | 30 lör | 31 sön | Finaler |
| -------------------- | ------ | ------ | ------ | ------ | ------ | ------ | ------ | ------ | ------ | ------ | ------ | ------ | ------ | ------ | ------ | ------ | ------ | ------- |
| Ceremonier           | ●      |        |        |        |        |        |        |        |        |        |        |        |        |        |        |        | ●      |         |
| Simhopp              |        | 1      | 1      | 2      | 2      |        | 1      | 1      | 1      | 1      |        |        |        |        |        |        |        | 10      |
| Öppet vatten-simning |        |        |        |        | 1      | 1      | 1      | 2      | 2      |        |        |        |        |        |        |        |        | 7       |
| Simning              |        |        |        |        |        |        |        |        |        | 4      | 4      | 5      | 4      | 5      | 5      | 6      | 7      | 40      |
| Konstsim             |        |        | 1      | 1      | 1      | 1      | 1      | 1      | 1      |        |        |        |        |        |        |        |        | 7       |
| Vattenpolo           |        |        |        |        |        |        |        |        |        |        |        |        |        |        | 1      | 1      |        | 2       |
| Finaler              |        | 1      | 2      | 3      | 4      | 2      | 3      | 4      | 4      | 5      | 4      | 5      | 4      | 5      | 6      | 7      | 7      | 66      |

*Dagar med finaler kan även innehålla försöksheat o dyl.

## Medaljtabell
Värdnation 
| Pl.    | Nation         | Guld | Silver | Brons | Totalt |
| ------ | -------------- | ---- | ------ | ----- | ------ |
| 1      | USA            | 17   | 6      | 9     | 32     |
| 2      | Kina           | 15   | 13     | 8     | 36     |
| 3      | Ryssland       | 8    | 6      | 4     | 18     |
| 4      | Brasilien      | 4    | 0      | 0     | 4      |
| 5      | Italien        | 3    | 4      | 2     | 9      |
| 6      | Storbritannien | 3    | 3      | 0     | 6      |
| 7      | Australien     | 2    | 10     | 4     | 16     |
| 8      | Frankrike      | 2    | 4      | 5     | 11     |
| 9      | Nederländerna  | 2    | 1      | 3     | 6      |
| 10     | Grekland       | 2    | 1      | 1     | 4      |
| 11     | Danmark        | 2    | 1      | 0     | 3      |
| 12     | Tyskland       | 1    | 3      | 9     | 13     |
| 13     | Sverige        | 1    | 1      | 0     | 2      |
| 14     | Ungern         | 1    | 0      | 4     | 5      |
| 15     | Belarus        | 1    | 0      | 0     | 1      |
| 15     | Bulgarien      | 1    | 0      | 0     | 1      |
| 15     | Norge          | 1    | 0      | 0     | 1      |
| 15     | Sydkorea       | 1    | 0      | 0     | 1      |
| 15     | Schweiz        | 1    | 0      | 0     | 1      |
| 20     | Kanada         | 0    | 4      | 3     | 7      |
| 21     | Japan          | 0    | 4      | 2     | 6      |
| 22     | Spanien        | 0    | 1      | 5     | 6      |
| 23     | Polen          | 0    | 1      | 0     | 1      |
| 23     | Serbien        | 0    | 1      | 0     | 1      |
| 25     | Sydafrika      | 0    | 0      | 3     | 3      |
| 26     | Mexiko         | 0    | 0      | 2     | 2      |
| 27     | Kroatien       | 0    | 0      | 1     | 1      |
| 27     | Ukraina        | 0    | 0      | 1     | 1      |
| Totalt | Totalt         | 68   | 64     | 66    | 198    |

## Resultat

### Konstsim
| Gren                 | Guld                                               | Silver                                    | Brons                                      |
| Individuellt teknisk | Natalja Isjtjenko (RUS)                            | Huang Xuechen (CHN)                       | Andrea Fuentes (ESP)                       |
| Individuellt fri     | Natalja Isjtjenko (RUS)                            | Andrea Fuentes (ESP)                      | Sun Wenyan (CHN)                           |
| Par teknisk          | Natalja Isjtjenko (RUS) · Svetlana Romasjina (RUS) | Huang Xuechen (CHN) · Liu Ou (CHN)        | Ona Carbonell (ESP) · Andrea Fuentes (ESP) |
| Par fri              | Natalja Isjtjenko (RUS) · Svetlana Romasjina (RUS) | Jiang Tingting (CHN) · Jiang Wenwen (CHN) | Ona Carbonell (ESP) · Andrea Fuentes (ESP) |
| Lag teknisk          | Ryssland                                           | Kina                                      | Spanien                                    |
| Lag fri              | Ryssland                                           | Kina                                      | Spanien                                    |
| Fri kombination      | Ryssland                                           | Kina                                      | Kanada                                     |

### Simhopp

#### Damer
| Gren              | Guld                               | Silver                                     | Brons                                          |
| Individuellt 1 m  | Shi Tingmao (CHN)                  | Wang Han (CHN)                             | Tania Cagnotto (ITA)                           |
| Individuellt 3 m  | Wu Minxia (CHN)                    | He Zi (CHN)                                | Jennifer Abel (CAN)                            |
| Individuellt 10 m | Chen Ruolin (CHN)                  | Hu Yadan (CHN)                             | Paola Espinoza (MEX)                           |
| Synchro 3 m       | Wu Minxia (CHN) · He Zi (CHN)      | Émilie Heymans (CAN) · Jennifer Abel (CAN) | Anabelle Smith (AUS) · Sharleen Stratton (AUS) |
| Synchro 10 m      | Wang Hao (CHN) · Chen Ruolin (CHN) | Alexandra Croak (AUS) · Melissa Wu (AUS)   | Christin Steuer (GER) · Nora Subschinski (GER) |

#### Herrar
| Gren              | Guld                             | Silver                                         | Brons                                                 |
| Individuellt 1 m  | Li Shixin (CHN)                  | He Min (CHN)                                   | Pavlo Rozenberg (GER)                                 |
| Individuellt 3 m  | He Chong (CHN)                   | Ilja Zacharov (RUS)                            | Jevgenij Kuznetsov (RUS)                              |
| Individuellt 10 m | Qiu Bo (CHN)                     | David Boudia (USA)                             | Sascha Klein (GER)                                    |
| Synchro 3 m       | Qin Kai (CHN) · Luo Yutong (CHN) | Ilja Zacharov (RUS) · Jevgenij Kuznetsov (RUS) | Yahel Castillo (MEX) · Julián Sánchez (MEX)           |
| Synchro 10 m      | Qiu Bo (CHN) · Huo Liang (CHN)   | Patrick Hausding (GER) · Sascha Klein (GER)    | Oleksandr Gorsjkovozov (UKR) · Oleksandr Bondar (UKR) |

### Simning

#### Damer
| Gren                      | Guld                                                                           | Guld     | Silver                                                              | Silver   | Brons                                                                  | Brons    |
| 50 m frisim               | Therese Alshammar Sverige                                                      | 24,14    | Ranomi Kromowidjojo Nederländerna                                   | 24,27    | Marleen Veldhuis Nederländerna                                         | 24,48    |
| 100 m frisim              | Aljaksandra Herasimenja Belarus Jeanette Ottesen Danmark                       | 53,45    | –                                                                   | –        | Ranomi Kromowidjojo Nederländerna                                      | 53,66    |
| 200 m frisim              | Federica Pellegrini Italien                                                    | 1.55,58  | Kylie Palmer Australien                                             | 1.56,04  | Camille Muffat Frankrike                                               | 1.56,10  |
| 400 m frisim              | Federica Pellegrini Italien                                                    | 4.01,97  | Rebecca Adlington Storbritannien                                    | 4.04,01  | Camille Muffat Frankrike                                               | 4.04,06  |
| 800 m frisim              | Rebecca Adlington Storbritannien                                               | 8.17,51  | Lotte Friis Danmark                                                 | 8.18,20  | Kate Ziegler USA                                                       | 8.23,3   |
| 1500 m frisim             | Lotte Friis Danmark                                                            | 15.49,59 | Kate Ziegler USA                                                    | 15.55,60 | Li Xuanxu Kina                                                         | 15.58,02 |
|                           |                                                                                |          |                                                                     |          |                                                                        |          |
| 50 m ryggsim              | Anastasija Zujeva Ryssland                                                     | 27,79    | Aya Terakawa Japan                                                  | 27,93    | Melissa Franklin USA                                                   | 28,01    |
| 100 m ryggsim             | Zhao Jing Kina                                                                 | 59,05    | Anastasija Zujeva Ryssland                                          | 59,06    | Natalie Coughlin USA                                                   | 59,15    |
| 200 m ryggsim             | Missy Franklin USA                                                             | 2.05,10  | Belinda Hocking Australien                                          | 2.06,06  | Sharon van Rouwendaal Nederländerna                                    | 2.07,78  |
|                           |                                                                                |          |                                                                     |          |                                                                        |          |
| 50 m bröstsim             | Jessica Hardy USA                                                              | 30,19    | Julia Jefimova Ryssland                                             | 30,49    | Rebecca Soni USA                                                       | 30,58    |
| 100 m bröstsim            | Rebecca Soni USA                                                               | 1.05,05  | Leisel Jones Australien                                             | 1.06,25  | Ji Liping Kina                                                         | 1.06,52  |
| 200 m bröstsim            | Rebecca Soni USA                                                               | 2.21,47  | Julia Jefimova Ryssland                                             | 2.22,22  | Martha McCabe Kanada                                                   | 2.24,81  |
|                           |                                                                                |          |                                                                     |          |                                                                        |          |
| 50 m fjärilsim            | Inge Dekker Nederländerna                                                      | 25,71    | Therese Alshammar Sverige                                           | 25,76    | Mélanie Henique Frankrike                                              | 25,86    |
| 100 m fjärilsim           | Dana Vollmer USA                                                               | 56,87    | Alicia Coutts Australien                                            | 56,94    | Lu Ying Kina                                                           | 57,06    |
| 200 m fjärilsim           | Jiao Liuyang Kina                                                              | 2.05,55  | Ellen Gandy Storbritannien                                          | 2.05,59  | Liu Zige Kina                                                          | 2.05,90  |
|                           |                                                                                |          |                                                                     |          |                                                                        |          |
| 200 m individuellt medley | Ye Shiwen Kina                                                                 | 2.08,90  | Alicia Coutts Australien                                            | 2.09,00  | Ariana Kukors USA                                                      | 2.09,12  |
| 400 m individuellt medley | Elizabeth Beisel USA                                                           | 4.31,78  | Hannah Miley Storbritannien                                         | 4.34,22  | Stephanie Rice Australien                                              | 4.34,23  |
|                           |                                                                                |          |                                                                     |          |                                                                        |          |
| 4×100 m lagkapp frisim    | Nederländerna Inge Dekker Ranomi Kromowidjojo Marleen Veldhuis Femke Heemskerk | 3.33,96  | USA Natalie Coughlin Missy Franklin Jessica Hardy Dana Vollmer      | 3.34,47  | Tyskland Britta Steffen Silke Lippok Lisa Vitting Daniela Schreiber    | 3.36,05  |
| 4×200 m lagkapp frisim    | USA Melissa Franklin Dagny Knutson Katie Hoff Allison Schmitt                  | 7.46,14  | Australien Bronte Barratt Blair Evans Angie Bainbridge Kylie Palmer | 7.47,42  | Kina Chen Qian Pang Jiaying Liu Jing Tang Yi                           | 7.47,66  |
| 4×100 m lagkapp medley    | USA Natalie Coughlin Rebecca Soni Dana Vollmer Missy Franklin                  | 3.52,36  | Kina Zhao Jing Ji Liping Lu Ying Tang Yi                            | 3.55,61  | Australien Belinda Hocking Leisel Jones Alicia Coutts Merindah Dingjan | 3.57,13  |

#### Herrar
| Gren                      | Guld                                                                 | Guld        | Silver                                                                   | Silver   | Brons                                                                 | Brons    |
| 50 m frisim               | César Cielo Brasilien                                                | 21,52       | Luca Dotto Italien                                                       | 21,90    | Alain Bernard Frankrike                                               | 21,92    |
| 100 m frisim              | James Magnussen Australien                                           | 47,63       | Brent Hayden Kanada                                                      | 47,95    | William Meynard Frankrike                                             | 48,00    |
| 200 m frisim              | Ryan Lochte USA                                                      | 1.44,44     | Michael Phelps USA                                                       | 1.44,79  | Paul Biedermann Tyskland                                              | 1.44,88  |
| 400 m frisim              | Park Tae-Hwan Sydkorea                                               | 3.42,04     | Sun Yang Kina                                                            | 3.43,24  | Paul Biedermann Tyskland                                              | 3.44,14  |
| 800 m frisim              | Sun Yang Kina                                                        | 7.38,57     | Ryan Cochrane Kanada                                                     | 7.41,86  | Gergő Kis Ungern                                                      | 7.44,94  |
| 1500 m frisim             | Sun Yang Kina                                                        | 14.34,14 VR | Ryan Cochrane Kanada                                                     | 14.44,46 | Gergő Kis Ungern                                                      | 14.45,66 |
|                           |                                                                      |             |                                                                          |          |                                                                       |          |
| 50 m ryggsim              | Liam Tancock Storbritannien                                          | 24,50       | Camille Lacourt Frankrike                                                | 24,57    | Gerhardus Zandberg Sydafrika                                          | 24,66    |
| 100 m ryggsim             | Jérémy Stravius Frankrike Camille Lacourt Frankrike                  | 52,76       | –                                                                        | –        | Ryosuke Irie Japan                                                    | 52,98    |
| 200 m ryggsim             | Ryan Lochte USA                                                      | 1.52,96     | Ryosuke Irie Japan                                                       | 1.54,11  | Tyler Clary USA                                                       | 1.54,69  |
|                           |                                                                      |             |                                                                          |          |                                                                       |          |
| 50 m bröstsim             | Felipe França Silva Brasilien                                        | 27,01       | Fabio Scozzoli Italien                                                   | 27,17    | Cameron van der Burgh Sydafrika                                       | 27,19    |
| 100 m bröstsim            | Alexander Dale Oen Norge                                             | 58,71       | Fabio Scozzoli Italien                                                   | 59,42    | Cameron van der Burgh Sydafrika                                       | 59,49    |
| 200 m bröstsim            | Dániel Gyurta Ungern                                                 | 2.08,41     | Kosuke Kitajima Japan                                                    | 2.08,63  | Christian vom Lehn Tyskland                                           | 2.09,06  |
|                           |                                                                      |             |                                                                          |          |                                                                       |          |
| 50 m fjärilsim            | César Cielo Brasilien                                                | 23,10       | Matt Targett Australien                                                  | 23,28    | Geoff Huegill Australien                                              | 23,35    |
| 100 m fjärilsim           | Michael Phelps USA                                                   | 50,71       | Konrad Czerniak Polen                                                    | 51,15    | Tyler McGill USA                                                      | 51,26    |
| 200 m fjärilsim           | Michael Phelps USA                                                   | 1.53,34     | Takeshi Matsuda Japan                                                    | 1.54,01  | Wu Peng Kina                                                          | 1.54,67  |
|                           |                                                                      |             |                                                                          |          |                                                                       |          |
| 200 m individuellt medley | Ryan Lochte USA                                                      | 1.54,00 VR  | Michael Phelps USA                                                       | 1.54,16  | László Cseh Ungern                                                    | 1.57,69  |
| 400 m individuellt medley | Ryan Lochte USA                                                      | 4.07,13     | Tyler Clary USA                                                          | 4.11,17  | Yuya Horihata Japan                                                   | 4.11,98  |
|                           |                                                                      |             |                                                                          |          |                                                                       |          |
| 4×100 m lagkapp frisim    | Australien James Magnussen Matt Targett Matthew Abood Eamon Sullivan | 3.11,00     | Frankrike Alain Bernard Jérémy Stravius William Meynard Fabien Gilot     | 3.11,14  | USA Michael Phelps Garrett Weber-Gale Jason Lezak Nathan Adrian       | 3.11,96  |
| 4×200 m lagkapp frisim    | USA Michael Phelps Peter Vanderkaay Ricky Berens Ryan Lochte         | 7.02,67     | Frankrike Yannick Agnel Grégory Mallet Jérémy Stravius Fabien Gilot      | 7.04,81  | Kina Wang Shun Zhang Lin Li Yunqi Sun Yang                            | 7.05,67  |
| 4×100 m lagkapp medley    | USA Nick Thoman Mark Gangloff Michael Phelps Nathan Adrian           | 3.32,06     | Australien Hayden Stoeckel Brenton Rickard Geoff Huegill James Magnussen | 3.32,26  | Tyskland Helge Meeuw Hendrik Feldwehr Benjamin Starke Paul Biedermann | 3.32,60  |

### Vattenpolo
| Turnering | Guld     | Silver  | Brons    |
| Damer     | Grekland | Kina    | Ryssland |
| Herrar    | Italien  | Serbien | Kroatien |

### Öppet vatten-simning

#### Damer
| Gren  | Guld                    | Silver                 | Brons                   |
| 5 km  | Swann Oberson (SUI)     | Aurélie Muller (FRA)   | Ashley Twichell (USA)   |
| 10 km | Keri-Anne Payne (GBR)   | Martina Grimaldi (ITA) | Marianna Lymperta (GRE) |
| 25 km | Ana Marcela Cunha (BRA) | Angela Maurer (GER)    | Alice Franco (ITA)      |

#### Herrar
| Gren  | Guld                      | Silver                    | Brons                  |
| 5 km  | Thomas Lurz (GER)         | Spyridon Gianniotis (GRE) | Jevgenij Dratsev (RUS) |
| 10 km | Spyridon Gianniotis (GRE) | Thomas Lurz (GER)         | Sergej Bolsjakov (RUS) |
| 25 km | Petar Stojtjev (BUL)      | Vladimir Djatjin (RUS)    | Csaba Gercsak (HUN)    |

#### Lag
| Gren | Guld                                                                       | Guld    | Silver                                                                          | Silver  | Brons                                                                             | Brons   |
| Lag  | USA Andrew Gemmell (56.59,9) Sean Ryan (57.00,0) Ashley Twichell (57.00,6) | 57.00,6 | Australien Melissa Gorman (57.01,4) Rhys Mainstone (57.01,7) Ky Hurst (57.01,8) | 57.01,8 | Tyskland Jan Wolfgarten (57.40,4) Thomas Lurz (57.42,0) Isabelle Haerle (57.44,2) | 57.44,2 |